# Owen Davidson
Owen Davidson (Melbourne, 4 ottobre 1943 – Conroe, 12 maggio 2023) è stato un tennista australiano.

## Biografia
Giocatore specializzato nel doppio, dove vinse tredici titoli del Grande Slam, ottenne ottimi risultati anche nel singolare. Raggiunse infatti almeno i quarti di finale in tutti e quattro i tornei dello Slam compresa una semifinale a Wimbledon 1966. La prima finale la raggiunse durante gli Australian Championships 1965, nel doppio misto insieme a Robyn Ebbern; il match non venne però disputato e il titolo finì per essere assegnato a tutti e quattro i finalisti.
Nel 1966 le finali aumentarono: dapprima arrivò all'incontro decisivo nel doppio maschile a Wimbledon insieme a Bill Bowrey ma vennero sconfitti da Ken Fletcher e John Newcombe. Agli U.S. National Championships dello stesso anno arrivò alla finale del doppio misto in coppia con Donna Floyd e conquistò il suo secondo titolo. L'anno successivo riuscì a completare il Grande Slam nel doppio misto,  vinse infatti tutti e quattro i tornei consecutivamente, il primo in Australia con Lesley Turner e i restanti tre insieme a Billie Jean King.
Insieme a Billie Jean formò uno dei più forti team dell'epoca: in coppia raggiunsero infatti altre sei finali dello Slam vincendone cinque. In totale nel doppio misto ottenne undici titoli dello Slam stabilendo un record per la specialità. Nel doppio maschile le vittorie furono solo due, la prima in Australia nel 1972 insieme a Ken Rosewall e la seconda agli US Open 1973 con John Newcombe. Nel 2011 venne inserito nell'Hall of Fame Australiana, insieme ad altri grandi connazionali e successivamente entrò a far parte anche dell'International Tennis Hall of Fame.

## Finali nei tornei del Grande Slam

### Doppio

#### Vittorie (2)
| Anno | Torneo          | Compagno      | Avversari in finale     | Punteggio          |
| 1972 | Australian Open | Ken Rosewall  | Ross Case Geoff Masters | 3–6, 7–6, 6–2      |
| 1973 | US Open         | John Newcombe | Rod Laver Ken Rosewall  | 7–5, 2–6, 7–5, 7–5 |

#### Finali perse (4)
| Anno | Torneo                   | Compagno      | Avversari in finale         | Punteggio               |
| 1966 | Wimbledon                | Bill Bowrey   | Ken Fletcher John Newcombe  | 3–6, 4–6, 6–3, 3–6      |
| 1967 | Australian Championships | Bill Bowrey   | John Newcombe Tony Roche    | 6–3, 3–6, 5–7, 8–6, 6–8 |
| 1967 | U.S. Championships       | Bill Bowrey   | John Newcombe Tony Roche    | 8–6, 7–9, 3–6, 3–6      |
| 1972 | US Open (2)              | John Newcombe | Cliff Drysdale Roger Taylor | 4–6, 6–7, 3–6           |

### Doppio misto

#### Vittorie (11)
| Anno | Torneo                       | Compagna             | Avversari in finale            | Punteggio                            |
| 1965 | Australian Championships     | Robyn Ebbern         | Margaret Court John Newcombe   | Finale non giocata, titolo condiviso |
| 1966 | U.S. Championships           | Donna Floyd Fales    | Carol Hanks Aucamp Ed Rubinoff | 6–1, 6–3                             |
| 1967 | Australian Championships (2) | Lesley Turner Bowrey | Judy Tegart Dalton Tony Roche  | 9–7, 6–4                             |
| 1967 | Internazionali di Francia    | Billie Jean King     | Ann Haydon Jones Ion Țiriac    | 6–3, 6–1                             |
| 1967 | Wimbledon                    | Billie Jean King     | Maria Bueno Ken Fletcher       | 7–5, 6–2                             |
| 1967 | U.S. Championships (2)       | Billie Jean King     | Rosemary Casals Stan Smith     | 6–3, 6–2                             |
| 1971 | Wimbledon (2)                | Billie Jean King     | Margaret Court Marty Riessen   | 3–6, 6–2, 15–13                      |
| 1971 | US Open (3)                  | Billie Jean King     | Bob Maud Betty Stöve           | 6–3, 7–5                             |
| 1973 | Wimbledon (3)                | Billie Jean King     | Janet Newberry Raúl Ramírez    | 6–3, 6–2                             |
| 1973 | US Open (4)                  | Billie Jean King     | Margaret Court Marty Riessen   | 6–3, 3–6, 7–6                        |
| 1974 | Wimbledon (4)                | Billie Jean King     | Lesley Charles Mark Farrell    | 6–3, 9–7                             |

#### Finali perse (1)
| Anno | Torneo          | Compagna         | Avversari in finale                | Punteggio |
| 1968 | Open di Francia | Billie Jean King | Françoise Dürr Jean-Claude Barclay | 1–6, 4–6  |